# Neotama
Genre
Neotama est un genre d'araignées aranéomorphes de la famille des Hersiliidae.

## Distribution
Les espèces de ce genre se rencontrent en Amérique, en Asie du Sud, en Afrique du Sud et en Indonésie.

## Liste des espèces
Selon World Spider Catalog (version 15.5, 24/11/2014) :
- Neotama corticola (Lawrence, 1937)
- Neotama cunhabebe Rheims & Brescovit, 2004
- Neotama forcipata (F. O. Pickard-Cambridge, 1902)
- Neotama longimana Baehr & Baehr, 1993
- Neotama mexicana (O. Pickard-Cambridge, 1893)
- Neotama obatala Rheims & Brescovit, 2004
- Neotama punctigera Baehr & Baehr, 1993
- Neotama rothorum Baehr & Baehr, 1993
- Neotama variata (Pocock, 1899)

## Publication originale
- (en) Baehr & Baehr, 1993 : The Hersiliidae of the Oriental Region including New Guinea. Taxonomy, phylogeny, zoogeography (Arachnida, Araneae). Spixiana Supplement, vol. 19, p. 1-96 (texte intégral).